# 斯里蘭卡國家足球隊
斯里蘭卡國家足球代表隊是斯里蘭卡的國家足球代表隊，由斯里蘭卡足球協會管理，現時屬於國際足協及亞洲足球協會成員國之一。斯里蘭卡至今仍未參加過任何國際大賽的決賽週，無論在世界盃及亞洲盃外圍賽階段從未取得過出線資格。
他們曾在1995年成為南亞冠軍。與南亞其他地區相同，斯里蘭卡的足球運動在某種程度上被板球所掩蓋。2006年的世界盃外圍賽中晉級到第二輪資格賽；同年他們在2006年亞足聯挑戰盃中成為亞軍。
2014年，為了慶祝斯里蘭卡足球協會成立75周年紀念，国际足联主席塞普·布拉特访问斯里兰卡并在賈夫納揭幕新的足球場。在访问期间，布拉特表示对斯里兰卡足球发展感到不满，认为当局未采取足夠措施支持岛上的足球，亚足联主席谢赫·萨尔曼·本·易卜拉欣·阿勒哈利法亦參與是次訪問。
2021年6月5日，斯里蘭卡在對陣黎巴嫩的世界盃資格賽中雖然以2-3落敗，但進了2顆球，為球隊近年來首度在世界盃資格賽取得進球。

## 世界盃成績
- 1930年 至 1990年 - 未參與
- 1994年 至 2022年 - 外圍賽出局